# Европско првенство у атлетици у дворани 2017 — штафета 4 × 400 метара за жене
Трка штафета на 4 х 400 метара у женској конкуренцији на 34. Европском првенству у дворани 2017. у Београду одржана је 5. марта.
Титулу освојену 2015. у Прагу, бранила је штафета Француске.
На првенству је учествовало 6 првопласираних женских штафета са Олимпијских игара 2016. и Европског првенства у 2016. у Амстердаму:
- 3:24,54 — Украјина — трећа у квалификацијама на ОИ 2016. у Рио де Жанеиро;
- 3:24,81 — Уједињено Краљевство — четврта у квалификацијама на ОИ 2016. у Рио де Жанеиро;
- 3:25,16 — Италија — шеста у квалификацијама на ОИ 2016. у Рио де Жанеиро;
- 3:25,34 — Пољска — седма у квалификацијама на ОИ 2016. у Рио де Жанеиро;
- 3:25,96 — Француска — друга на ЕП 2016. у Амстердаму;
- 3:26,02 — Немачка — седма у квалификацијама на ОИ 2016. у Рио де Жанеиро;

## Рекорди
| Рекорди пре почетка Европског првенства 2017. | Рекорди пре почетка Европског првенства 2017.                                        | Рекорди пре почетка Европског првенства 2017. | Рекорди пре почетка Европског првенства 2017. | Рекорди пре почетка Европског првенства 2017. |
| --------------------------------------------- | ------------------------------------------------------------------------------------ | --------------------------------------------- | --------------------------------------------- | --------------------------------------------- |
| Светски рекорд                                | Русија · (Јулија Гушчина, Олга Котљарова, Олга Зајцева, Олесија Красномовец)         | 3:23,37                                       | Глазгов, Уједињено Краљевство                 | 28. јануар 2006.                              |
| Европски рекорд                               | Русија · (Јулија Гушчина, Олга Котљарова, Олга Зајцева, Олесија Красномовец)         | 3:23,37                                       | Глазгов, Уједињено Краљевство                 | 28. јануар 2006.                              |
| Рекорди европских првенстава                  | Уједињено Краљевство · (Ејли Чајлд, Шана Кокс, Кристин Охуруогу, Пери Шејкс Дрејтон) | 3:27,56                                       | Гетеборг, Шведска                             | 3. март 2013.                                 |
| Најбољи светски резултат сезоне у дворани     | Универзитет Тексас                                                                   | 3:29,74                                       | Клемсон, САД                                  | 11. фебруар 2017.                             |

## Сатница
| Датум   | Време |        |
| ------- | ----- | ------ |
| 5. март | 19:00 | Финале |

## Квалификациона норма
| дворана или отворено |
| -------------------- |
| нема норму           |

## Освајачи медаља
|                                                                                    |                                                                              |                                                                               |
| Пољска · Патрицја Вићшкјевич, · Малгожата Холуб, · Ига Баумгарт, · Јустина Свјенти | Уједињено Краљевство · Ајлид Дојл, · Филипа Лоу, · Mary Iheke, · Лави Нилсен | Украјина · Олга Бибик, · Тетјана Мелник, · Анастасија Бризхина, · Олга Љахова |

## Резултати

### Финале
Такмичење је одржано 5. марта у 19:00.
| Пласман | Земља                | Штафета                                                                           | Резултат | Белешка |
| ------- | -------------------- | --------------------------------------------------------------------------------- | -------- | ------- |
|         | Пољска               | Патрицја Вићшкјевич, Малгожата Холуб, Ига Баумгарт, Јустина Свјенти               | 3:29,94  |         |
|         | Уједињено Краљевство | Ајлид Дојл, Филипа Лоу, Mary Iheke, Лави Нилсен                                   | 3:31,05  |         |
|         | Украјина             | Олга Бибик, Тетјана Мелник, Анастасија Бризхина, Олга Љахова                      | 3:32,10  |         |
| 4.      | Италија              | Луција Пасквале, Марија Енрика Спака, Марија Бенедикта Кигболу, Ајомиде Фолорунсо | 3:32,87  |         |
| 5.      | Француска            | Дебора Сананес, Ањес Рахаролахи, Луисе-Ен Берто, Флорија Геј                      | 3:33,61  |         |
| 6.      | Немачка              | Рут Софија Спелмејер, Надин Гонска, Каролин Валтер, Лара Хофман                   | 3:34,60  |         |